# Cathay (Dakota del Norte)
Cathay es una ciudad ubicada en el condado de Wells en el estado estadounidense de Dakota del Norte. En el censo de 2010 tenía una población de 43 habitantes y una densidad poblacional de 90,72 personas por km².

## Geografía
Cathay se encuentra ubicada en las coordenadas 47°33′14″N 99°24′41″O / 47.55389, -99.41139. Según la Oficina del Censo de los Estados Unidos, Cathay tiene una superficie total de 0.47 km², de la cual 0.46 km² corresponden a tierra firme y (2.19%) 0.01 km² es agua.

## Demografía
Según el censo de 2010, había 43 personas residiendo en Cathay. La densidad de población era de 90,72 hab./km². De los 43 habitantes, Cathay estaba compuesto por el 97.67% blancos, el 0% eran afroamericanos, el 2.33% eran amerindios, el 0% eran asiáticos, el 0% eran isleños del Pacífico, el 0% eran de otras razas y el 0% pertenecían a dos o más razas. Del total de la población el 0% eran hispanos o latinos de cualquier raza.